# Lord William Russell
Lord William Russell, född den 20 augusti 1767, död (mördad) den 5 maj 1840, var en brittisk politiker, postum son till Francis Russell, markis av Tavistock.
Russell tillhörde, liksom släkten i övrigt, whigpartiet. Han satt i underhuset 1789-1807. Efter att ha förlorat i sin tidigare valkrets återkom han redan samma år och satt till 1819 samt därefter ännu en gång 1826-31. Russell var 1806-07 medlem av Ministry of all the Talents som en av sjölorderna.
Russell är ihågkommen mest för att ha blivit mördad i sömnen av sin betjänt, François Benjamin Courvoisier. Denne hade arrangerat ett inbrott, men en del av det stulna visade sig finnas kvar i huset, vilket riktade misstankarna mot honom. Courvoisier hängdes offentligt utanför Newgatefängelset den 6 juli 1840.